# Championnats d'Europe d'haltérophilie 1948
Navigation
Édition précédente Édition suivante
Les championnats d'Europe d'haltérophilie 1948, vingt-huitième édition des championnats d'Europe d'haltérophilie, ont eu lieu en 1948 à Londres, au Royaume-Uni.

## Résultats
| Catégorie | Or                             | Or       | Argent                         | Argent | Bronze                   | Bronze   |
| --------- | ------------------------------ | -------- | ------------------------------ | ------ | ------------------------ | -------- |
| - 56 kg   | Royaume-Uni Julian Creus       | 297,5 kg | France Marcel Thévenet         | 280 kg | Hongrie Ernö Porubzky    | 270 kg   |
| - 60 kg   | Danemark Johan Runge           | 305 kg   | France Max Heral               | 300 kg | France André Le Guillerm | 300 kg   |
| - 67,5 kg | Grande-Bretagne James Halliday | 340 kg   | Danemark Jørgen Fryd Petersen  | 315 kg | France René Aleman       | 315 kg   |
| - 75 kg   | France Pierre Bouladou         | 355 kg   | Grande-Bretagne William Watson | 350 kg | France Georges Firmin    | 347,5 kg |
| - 82,5 kg | Suède Gösta Magnusson          | 375 kg   | France Jean Debuf              | 370 kg | Finlande Juhani Vellamo  | 355 kg   |
| + 82,5 kg | Pays-Bas Abraham Charité       | 412,5 kg | Grande-Bretagne Alfred Knight  | 390 kg | Danemark Niels Petersen  | 382,5 kg |